# Champions Trophy mannen 2003
De 25ste editie van de strijd om de Champions Trophy had plaats van zaterdag 16 augustus tot en met zondag 24 augustus 2003 in het Wagener-stadion in Amstelveen. Deelnemende landen waren: Argentinië, Australië, Duitsland, India, gastland en titelverdediger Nederland en Pakistan. Het toernooi zou oorspronkelijk in Milton Keynes worden gehouden, maar de Engelse hockeybond kreeg de financiering niet rond en gaf de organisatie terug. Duitsland vaardigde een veredelde B-ploeg af met het oog op het naderende Europees kampioenschap in Barcelona.

## Selecties

### India
1. Kamaldeep Singh (gk)
2. Dilip Tirkey
3. Jugraj Singh
4. Baljeet Saini
5. Viren Rasquinha
6. Bimal Lakra
7. Ignace Tirkey
8. Prabhjyot Singh
9. Deepak Thakur

1. Gagan Ajit Singh
2. Dhanraj Pillay
3. Devesh Chauhan (gk)
4. Kanwalpreet Singh
5. Vikram Pillay
6. V S Vinay
7. Tejbir Singh
8. Baljit Singh Dhillon
9. Didar Singh

Bondscoach: Rajinder Singh

## Scheidsrechters
- Amarjit Singh
- Stephen Brooks
- Faiz Muhammad Faizi

- Jason McCracken
- Ray O'Connor
- Tim Pullman

- Edmundo Saladino
- Rob ten Cate
- Virendra Singh

## Uitslagen voorronde

### Zaterdag 16 augustus
- Pakistan-Australië 4-4
- Nederland-India 4-3

### Zondag 17 augustus
- Argentinië-Pakistan 5-6
- Australië-Nederland 3-5
- India-Duitsland 3-2

### Maandag 18 augustus
- Duitsland-Argentinië 1-3

### Dinsdag 19 augustus
- India-Australië 1-4
- Nederland-Pakistan 2-2

### Woensdag 20 augustus
- Australië-Duitsland 6-1
- Argentinië-India 4-2

### Donderdag 21 augustus
- Pakistan-Duitsland 5-2
- Nederland-Argentinië 6-3

### Vrijdag 22 augustus
- India-Pakistan 7-4

### Zaterdag 23 augustus
- Argentinië-Australië 3-8
- Nederland-Duitsland 6-0

## Eindstand voorronde
| № | Land       | WG | W | G | V | DV | DT | +/– | Punten |
| - | ---------- | -- | - | - | - | -- | -- | --- | ------ |
| 1 | Nederland  | 5  | 4 | 0 | 1 | 23 | 11 | +12 | 13     |
| 2 | Australië  | 5  | 4 | 1 | 0 | 25 | 14 | +11 | 10     |
| 3 | Pakistan   | 5  | 2 | 2 | 1 | 21 | 20 | +1  | 8      |
| 4 | India      | 5  | 2 | 0 | 3 | 16 | 18 | –2  | 6      |
| 5 | Argentinië | 5  | 2 | 0 | 3 | 18 | 23 | –5  | 6      |
| 6 | Duitsland  | 5  | 0 | 0 | 5 | 6  | 23 | –17 | 0      |

## Play-offs
Om vijfde plaats
| 24 augustus |       |           |  |
| Argentinië  | 2 – 1 | Duitsland |  |
|             |       |           |  |

Troostfinale
| 24 augustus |       |          |  |
| India       | 3 – 4 | Pakistan |  |
|             |       |          |  |

Finale
| 24 augustus |       |           |  |
| Nederland   | 4 – 2 | Australië |  |
|             |       |           |  |

## Eindstand
1. Nederland
2. Australië
3. Pakistan
4. India
5. Argentinië
6. Duitsland

## Topscorers
- In onderstaand overzicht zijn alleen de spelers opgenomen met vijf of meer treffers achter hun naam.

| № | Naam                  | Land       | Goals | SC | SB |
| - | --------------------- | ---------- | ----- | -- | -- |
| 1 | Jorge Lombi           | Argentinië | 10    |    |    |
| 2 | Grant Schubert        | Australië  | 9     |    |    |
|   | Sohail Abbas          | Pakistan   | 9     |    |    |
| 3 | Gagan Ajit Singh      | India      | 5     |    |    |
|   | Kashif Jawwad         | Pakistan   | 5     |    |    |
|   | Deepak Thakur Sonkhla | India      | 5     |    |    |

## Nederlandse selectie
| Doel                 | Doel                        |
| -------------------- | --------------------------- |
| Guus Vogels          | HGC                         |
| Klaas Veering        | Amsterdam                   |
| Verdediging          |                             |
| Geert-Jan Derikx     | HC Klein Zwitserland        |
| Erik Jazet           | SCHC                        |
| Jan Jorn van 't Land | SCHC                        |
| Bram Lomans          | HGC                         |
| Taeke Taekema        | HC Klein Zwitserland        |
| Sander van der Weide | Amsterdam                   |
| Middenveld           |                             |
| Piet-Hein Geeris     | Oranje Zwart                |
| Rob Derikx           | Hockeyclub 's-Hertogenbosch |
| Jeroen Delmee ©      | Hockeyclub 's-Hertogenbosch |
| Floris Evers         | SCHC                        |
| Teun de Nooijer      | HC Bloemendaal              |
| Aanval               |                             |
| Matthijs Brouwer     | Hockeyclub 's-Hertogenbosch |
| Ronald Brouwer       | HGC                         |
| Karel Klaver         | HC Bloemendaal              |
| Nick Meijer          | Kampong                     |
| Rob Reckers          | Oranje Zwart                |

- Bondscoach: Joost Bellaart
- Assistent-bondscoach: Michel van den Heuvel
- Manager: Floris Jan Bovelander
- Dokter: Piet-Hein Kolkman
- Fysiotherapeuten: Reinier van Dantzig en Jan Stappenbelt

Mannen:
Lahore 1978 ·
Karachi 1980 ·
Karachi 1981 ·
Amstelveen 1982 ·
Karachi 1983 ·
Karachi 1984 ·
Perth 1985 ·
Karachi 1986 ·
Amstelveen 1987 ·
Lahore 1988 ·
Berlijn 1989 ·
Melbourne 1990 ·
Berlijn 1991 ·
Karachi 1992 ·
Kuala Lumpur 1993 ·
Lahore 1994 ·
Berlijn 1995 ·
Chennai 1996 ·
Adelaide 1997 ·
Lahore 1998 ·
Brisbane 1999 ·
Amstelveen 2000 ·
Rotterdam 2001 ·
Keulen 2002 ·
Amstelveen 2003 ·
Lahore 2004 ·
Chennai 2005 ·
Barcelona 2006 ·
Kuala Lumpur 2007 ·
Rotterdam 2008 ·
Melbourne 2009 ·
Mönchengladbach 2010 ·
Auckland 2011 ·
Melbourne 2012 ·
Bhubaneswar 2014 ·
Londen 2016 ·
Breda 2018
Vrouwen:
Amstelveen 1987 ·
Frankfurt 1989 ·
Berlijn 1991 ·
Amstelveen 1993 ·
Mar del Plata 1995 ·
Berlijn 1997 ·
Brisbane 1999 ·
Amstelveen 2000 ·
Amstelveen 2001 ·
Macau 2002 ·
Sydney 2003 ·
Rosario 2004 ·
Canberra 2005 ·
Amstelveen 2006 ·
Quilmes 2007 ·
Mönchengladbach 2008 ·
Melbourne 2009 ·
Nottingham 2010 ·
Amstelveen 2011 ·
Rosario 2012 ·
Mendoza 2014 ·
Londen 2016 ·
Changzhou 2018